# Gran Premio de las Américas de Motociclismo de 2018
El Gran Premio de las Américas de 2018 fue la tercera prueba del Campeonato del Mundo de Motociclismo de 2018. Tuvo lugar el fin de semana del 20 al 22 de abril de 2018 en el Circuito de las Américas, situado en la ciudad de Austin, Texas, Estados Unidos.
La carrera de MotoGP fue ganada por Marc Márquez, seguido de Maverick Viñales y Andrea Iannone. Francesco Bagnaia fue el ganador de la prueba de Moto2, por delante de Álex Márquez y Miguel Oliveira. La carrera de Moto3 fue ganada por Jorge Martín, Enea Bastianini fue segundo y Marco Bezzecchi tercero.

## Resultados

### Resultados MotoGP
| Pos.            | N.º | Piloto            | Constructor | Vueltas | Tiempo    | Parrilla | Puntos |
| --------------- | --- | ----------------- | ----------- | ------- | --------- | -------- | ------ |
| 1               | 93  | Marc Márquez      | Honda       | 20      | 41:52.002 | 4        | 25     |
| 2               | 25  | Maverick Viñales  | Yamaha      | 20      | +3.560    | 1        | 20     |
| 3               | 29  | Andrea Iannone    | Suzuki      | 20      | +6.704    | 2        | 16     |
| 4               | 46  | Valentino Rossi   | Yamaha      | 20      | +9.587    | 5        | 13     |
| 5               | 4   | Andrea Dovizioso  | Ducati      | 20      | +13.570   | 8        | 11     |
| 6               | 5   | Johann Zarco      | Yamaha      | 20      | +14.231   | 3        | 10     |
| 7               | 26  | Dani Pedrosa      | Honda       | 20      | +18.201   | 9        | 9      |
| 8               | 53  | Esteve Rabat      | Ducati      | 20      | +28.537   | 13       | 8      |
| 9               | 43  | Jack Miller       | Ducati      | 20      | +28.671   | 18       | 7      |
| 10              | 41  | Aleix Espargaró   | Aprilia     | 20      | +28.875   | 19       | 6      |
| 11              | 99  | Jorge Lorenzo     | Ducati      | 20      | +31.355   | 6        | 5      |
| 12              | 9   | Danilo Petrucci   | Ducati      | 20      | +34.993   | 10       | 4      |
| 13              | 44  | Pol Espargaró     | KTM         | 20      | +37.264   | 15       | 3      |
| 14              | 30  | Takaaki Nakagami  | Honda       | 20      | +39.335   | 12       | 2      |
| 15              | 19  | Álvaro Bautista   | Ducati      | 20      | +40.887   | 21       | 1      |
| 16              | 38  | Bradley Smith     | KTM         | 20      | +48.475   | 14       |        |
| 17              | 45  | Scott Redding     | Aprilia     | 20      | +49.995   | 22       |        |
| 18              | 12  | Thomas Lüthi      | Honda       | 20      | +51.115   | 20       |        |
| 19              | 35  | Cal Crutchlow     | Honda       | 20      | +59.055   | 7        |        |
| 20              | 10  | Xavier Siméon     | Ducati      | 20      | +59.747   | 24       |        |
| 21              | 21  | Franco Morbidelli | Honda       | 20      | +1:00.513 | 17       |        |
| Ret             | 42  | Álex Rins         | Suzuki      | 10      | Caída     | 11       |        |
| Ret             | 55  | Hafizh Syahrin    | Yamaha      | 8       | Caída     | 16       |        |
| Ret             | 17  | Karel Abraham     | Ducati      | 8       | Retirado  | 23       |        |
| 1. 2. 3.        |     |                   |             |         |           |          |        |
| Reporte oficial |     |                   |             |         |           |          |        |

### Resultados Moto2
| Pos.            | N.º | Piloto              | Constructor | Vueltas | Tiempo    | Parrilla | Puntos |
| --------------- | --- | ------------------- | ----------- | ------- | --------- | -------- | ------ |
| 1               | 42  | Francesco Bagnaia   | Kalex       | 18      | 39:30.016 | 4        | 25     |
| 2               | 73  | Álex Márquez        | Kalex       | 18      | +2.464    | 1        | 20     |
| 3               | 44  | Miguel Oliveira     | KTM         | 18      | +3.704    | 12       | 16     |
| 4               | 36  | Joan Mir            | Kalex       | 18      | +5.376    | 5        | 13     |
| 5               | 27  | Iker Lecuona        | KTM         | 18      | +6.867    | 13       | 11     |
| 6               | 41  | Brad Binder         | KTM         | 18      | +6.876    | 16       | 10     |
| 7               | 54  | Mattia Pasini       | Kalex       | 18      | +9.308    | 3        | 9      |
| 8               | 9   | Jorge Navarro       | Kalex       | 18      | +10.510   | 19       | 8      |
| 9               | 77  | Dominique Aegerter  | KTM         | 18      | +10.595   | 11       | 7      |
| 10              | 7   | Lorenzo Baldassarri | Kalex       | 18      | +11.497   | 17       | 6      |
| 11              | 32  | Isaac Viñales       | Kalex       | 18      | +12.339   | 10       | 5      |
| 12              | 24  | Simone Corsi        | Kalex       | 18      | +13.458   | 14       | 4      |
| 13              | 10  | Luca Marini         | Kalex       | 18      | +14.282   | 6        | 3      |
| 14              | 5   | Andrea Locatelli    | Kalex       | 18      | +14.548   | 21       | 2      |
| 15              | 20  | Fabio Quartararo    | Speed Up    | 18      | +17.169   | 9        | 1      |
| 16              | 13  | Romano Fenati       | Kalex       | 18      | +20.609   | 15       |        |
| 17              | 87  | Remy Gardner        | Tech 3      | 18      | +20.821   | 18       |        |
| 18              | 40  | Héctor Barberá      | Kalex       | 18      | +27.068   | 20       |        |
| 19              | 45  | Tetsuta Nagashima   | Kalex       | 18      | +27.245   | 26       |        |
| 20              | 64  | Bo Bendsneyder      | Tech 3      | 18      | +32.144   | 23       |        |
| 21              | 4   | Steven Odendaal     | NTS         | 18      | +38.350   | 29       |        |
| 22              | 51  | Eric Granado        | Suter       | 18      | +38.579   | 24       |        |
| 23              | 16  | Joe Roberts         | NTS         | 18      | +44.257   | 27       |        |
| 24              | 22  | Sam Lowes           | KTM         | 18      | +45.289   | 2        |        |
| 25              | 89  | Khairul Idham Pawi  | Kalex       | 18      | +46.966   | 25       |        |
| 26              | 95  | Jules Danilo        | Kalex       | 18      | +1:10.364 | 30       |        |
| 27              | 63  | Zulfahmi Khairuddin | Kalex       | 18      | +1:27.099 | 31       |        |
| 28              | 21  | Federico Fuligni    | Kalex       | 18      | +1:27.257 | 32       |        |
| Ret             | 97  | Xavi Vierge         | Kalex       | 13      | Caída     | 7        |        |
| Ret             | 62  | Stefano Manzi       | Suter       | 11      | Retirado  | 28       |        |
| Ret             | 23  | Marcel Schrötter    | Kalex       | 6       | Caída     | 8        |        |
| Ret             | 52  | Danny Kent          | Speed Up    | 3       | Caída     | 22       |        |
| Reporte Oficial |     |                     |             |         |           |          |        |

### Resultados Moto3
| Pos.            | N.º | Piloto                 | Constructor | Vueltas | Tiempo    | Parrilla | Puntos |
| --------------- | --- | ---------------------- | ----------- | ------- | --------- | -------- | ------ |
| 1               | 88  | Jorge Martín           | Honda       | 17      | 39:12.869 | 1        | 25     |
| 2               | 33  | Enea Bastianini        | Honda       | 17      | +1.451    | 6        | 20     |
| 3               | 12  | Marco Bezzecchi        | KTM         | 17      | +4.112    | 9        | 16     |
| 4               | 16  | Andrea Migno           | KTM         | 17      | +4.172    | 16       | 13     |
| 5               | 21  | Fabio Di Giannantonio  | Honda       | 17      | +4.186    | 5        | 11     |
| 6               | 65  | Philipp Öttl           | KTM         | 17      | +4.374    | 11       | 10     |
| 7               | 84  | Jakub Kornfeil         | KTM         | 17      | +5.452    | 21       | 9      |
| 8               | 44  | Arón Canet             | Honda       | 17      | +7.971    | 2        | 8      |
| 9               | 24  | Tatsuki Suzuki         | Honda       | 17      | +8.287    | 4        | 7      |
| 10              | 11  | Livio Loi              | KTM         | 17      | +8.711    | 26       | 6      |
| 11              | 71  | Ayumu Sasaki           | Honda       | 17      | +10.909   | 8        | 5      |
| 12              | 19  | Gabriel Rodrigo        | KTM         | 17      | +13.745   | 12       | 4      |
| 13              | 40  | Darryn Binder          | KTM         | 17      | +14.532   | 15       | 3      |
| 14              | 17  | John McPhee            | KTM         | 17      | +16.071   | 3        | 2      |
| 15              | 75  | Albert Arenas          | KTM         | 17      | +16.181   | 24       | 1      |
| 16              | 10  | Dennis Foggia          | KTM         | 17      | +19.895   | 7        |        |
| 17              | 72  | Alonso López           | Honda       | 17      | +23.516   | 22       |        |
| 18              | 48  | Lorenzo Dalla Porta    | Honda       | 17      | +23.757   | 17       |        |
| 19              | 76  | Makar Yurchenko        | KTM         | 17      | +25.424   | 18       |        |
| 20              | 14  | Tony Arbolino          | Honda       | 17      | +25.439   | 20       |        |
| 21              | 5   | Jaume Masiá            | KTM         | 17      | +33.897   | 10       |        |
| 22              | 22  | Kazuki Masaki          | KTM         | 17      | +38.352   | 27       |        |
| 23              | 41  | Nakarin Atiratphuvapat | Honda       | 17      | +38.362   | 13       |        |
| 24              | 23  | Niccolò Antonelli      | Honda       | 17      | +59.078   | 19       |        |
| Ret             | 42  | Marcos Ramírez         | KTM         | 12      | Retirado  | 14       |        |
| Ret             | 8   | Nicolò Bulega          | KTM         | 5       | Caída     | 23       |        |
| Ret             | 7   | Adam Norrodin          | Honda       | 2       | Retirado  | 25       |        |
| Ret             | 27  | Kaito Toba             | Honda       | 1       | Retirado  | 28       |        |
| Reporte oficial |     |                        |             |         |           |          |        |